# Glockenspiel
Ne doit pas être confondu avec Carillon tubulaire.

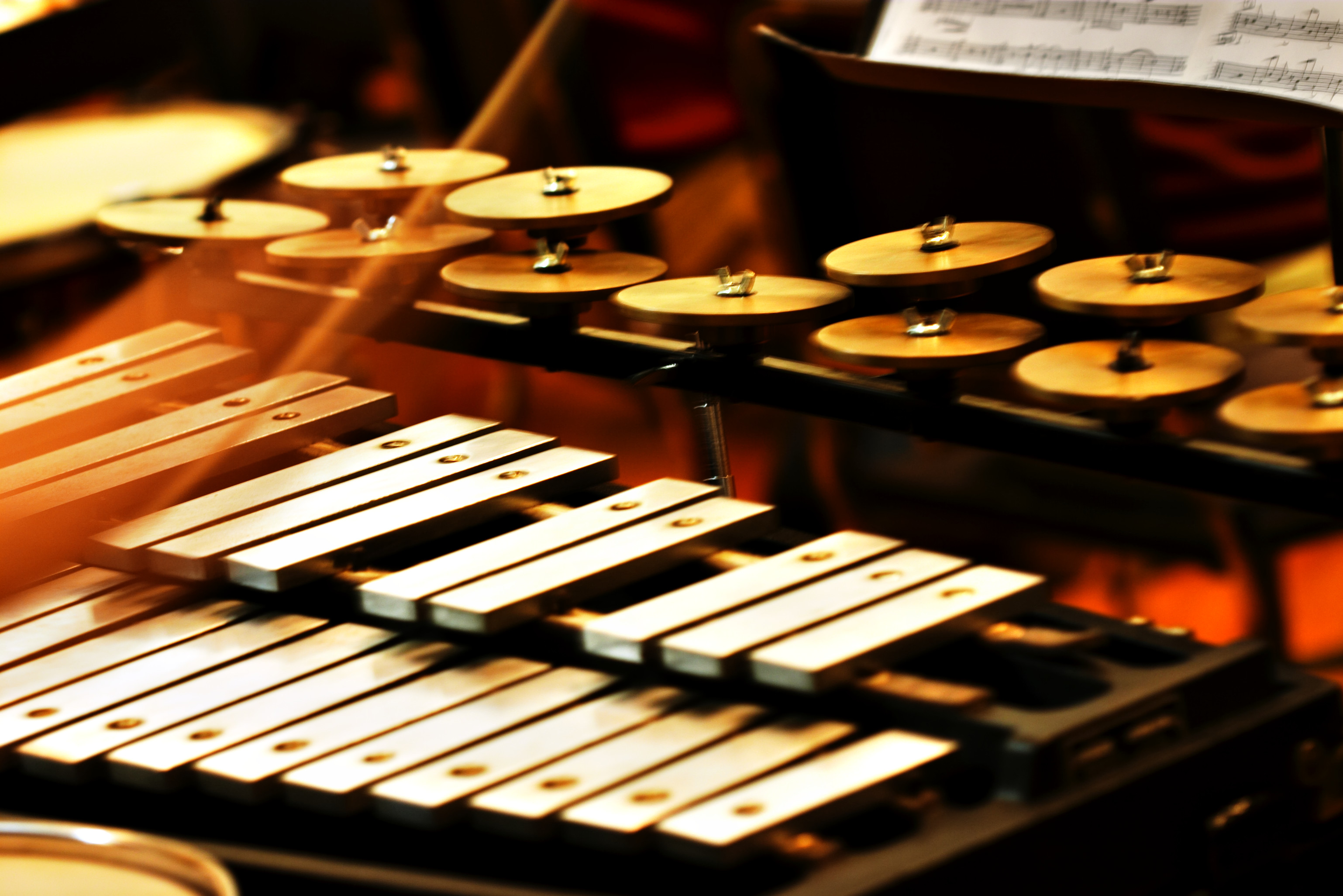
Instruments de percussion d’orchestre : glockenspiel en bas, crotales en haut.

Le glockenspiel (prononcé [glɔkœnʃpil] en français) est un instrument de musique à percussion de la famille des idiophones, composé de lames de métal mises en vibration à l'aide de baguettes. En allemand, glockenspiel signifie carillon (littéralement : « jeu de cloches ») — cet instrument étant à l'origine composé de clochettes. Il fut, peut-être, inventé en 1763 par le carillonneur Pierre-Joseph Leblan.

## Facture

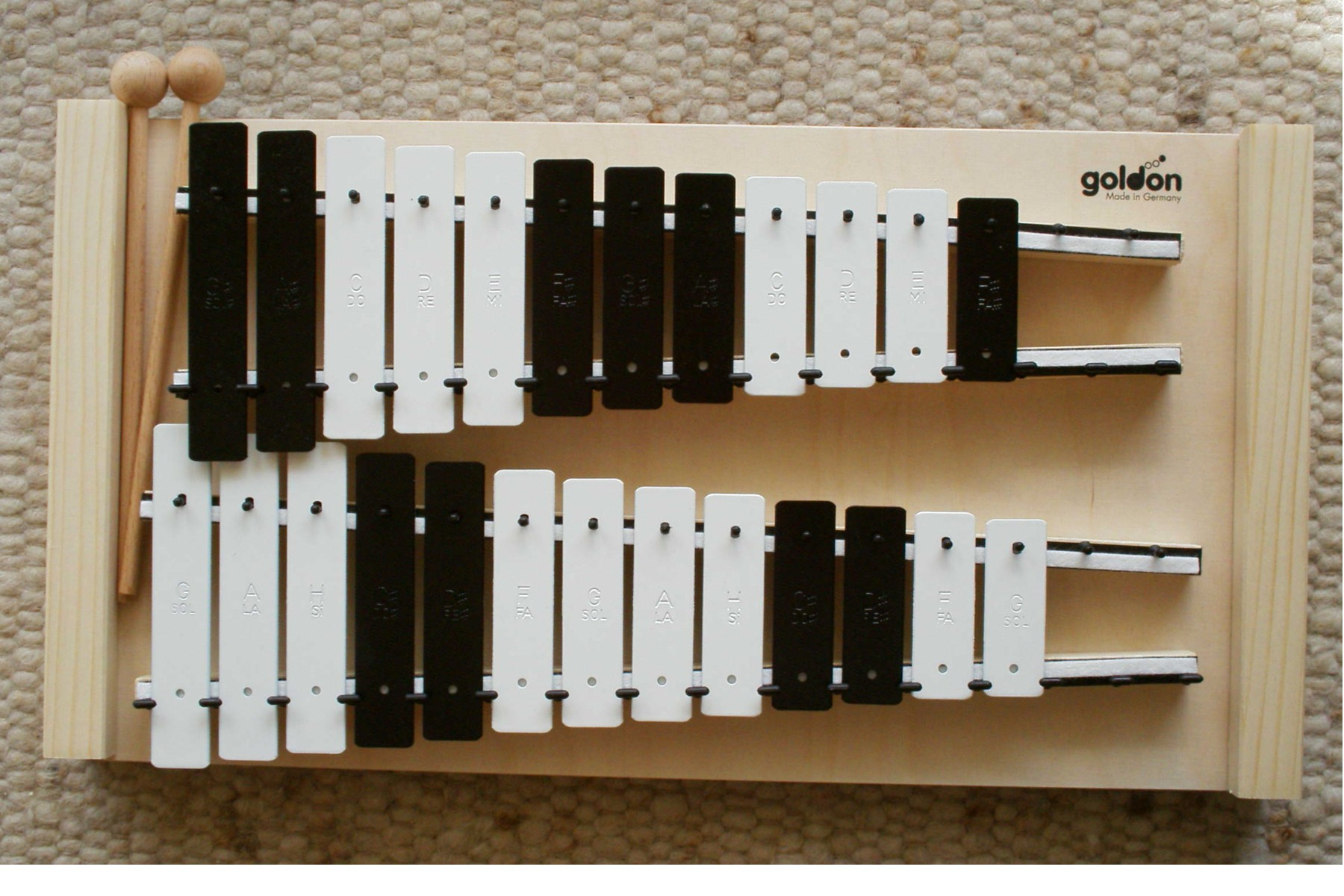
Glockenspiel Goldon de 2 octaves (sol - sol) et ses 2 maillets.

Le glockenspiel est un métallophone, un instrument de la famille des percussions, composé de lames de métal, à la différence du xylophone construit avec des blocs de bois ; la vibration de chaque lame, à l’aide de maillets ou d’un clavier, produit une seule note dont la sonorité claire rappelle celle d'un carillon.

## Jeu
Le musicien frappe les lames à l'aide de baguettes, en bois ou en métal, selon la sonorité recherchée.
Le jeu de lames permet de couvrir deux à trois octaves de la gamme chromatique. Son registre aigu et son timbre brillant font qu'il reste perceptible au milieu d'un orchestre symphonique.

## Répertoire

### Musique classique
Le glockenspiel est utilisé dans les œuvres classiques et contemporaines pour orchestre. Deux célèbres illustrations — souvent matérialisées comme carillons — se trouvent dans l'opéra La Flûte enchantée (1791) de Mozart et la pièce pour percussions Drumming (1971) de Steve Reich.

### Musique populaire
Le glockenspiel est aussi largement utilisé dans les fanfares de guggenmusik, qu'on rencontre dans les divers carnavals de l'est ou du nord.
Pendant la populaire émission radiophonique française Le Jeu des 1000 euros, diffusée sur France Inter, quelques notes jouées au glockenspiel ponctuent la fin du temps de réflexion à des questions de connaissance générale ; cette « sonnerie » est devenue l’emblème sonore de l’émission.
On le retrouve également dans la musique populaire (chanson française, rock indépendant et musiques du monde), notamment sur certains albums de Léo Ferré, de Radiohead, les Beatles, Patrick Watson, Jimi Hendrix (Little Wing), Depeche Mode, Sagapool, Arcade Fire, Bumcello, Indochine et Hanne Hukkelberg (en). Il fait partie des instruments énumérés dans l'album Tubular Bells de Mike Oldfield. Plus récemment, le groupe Bloc Party a fait usage de cet instrument sur la chanson Signs.

Le glockenspiel en fanfare
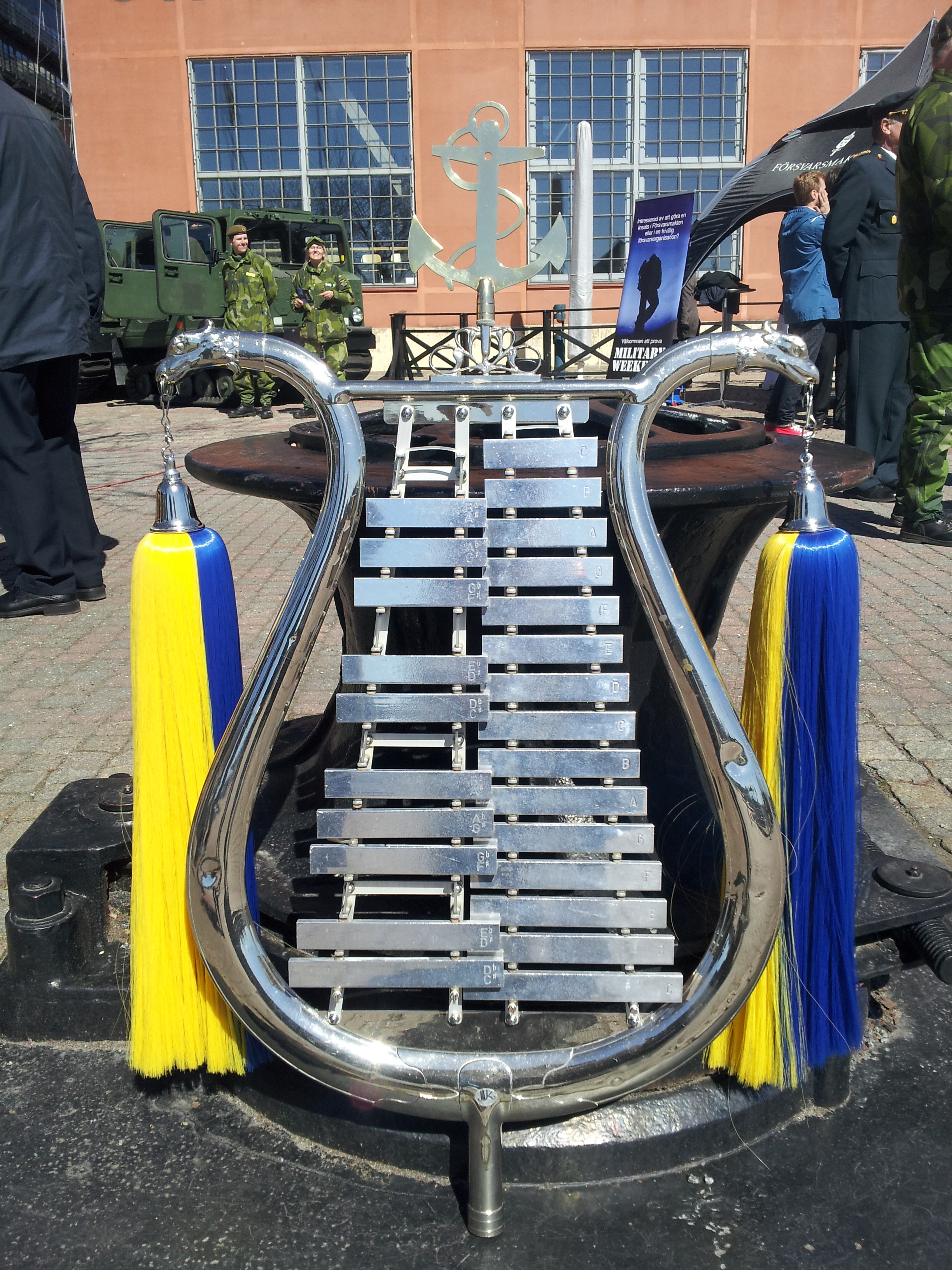
Glockenspiel en forme de lyre pour fanfare
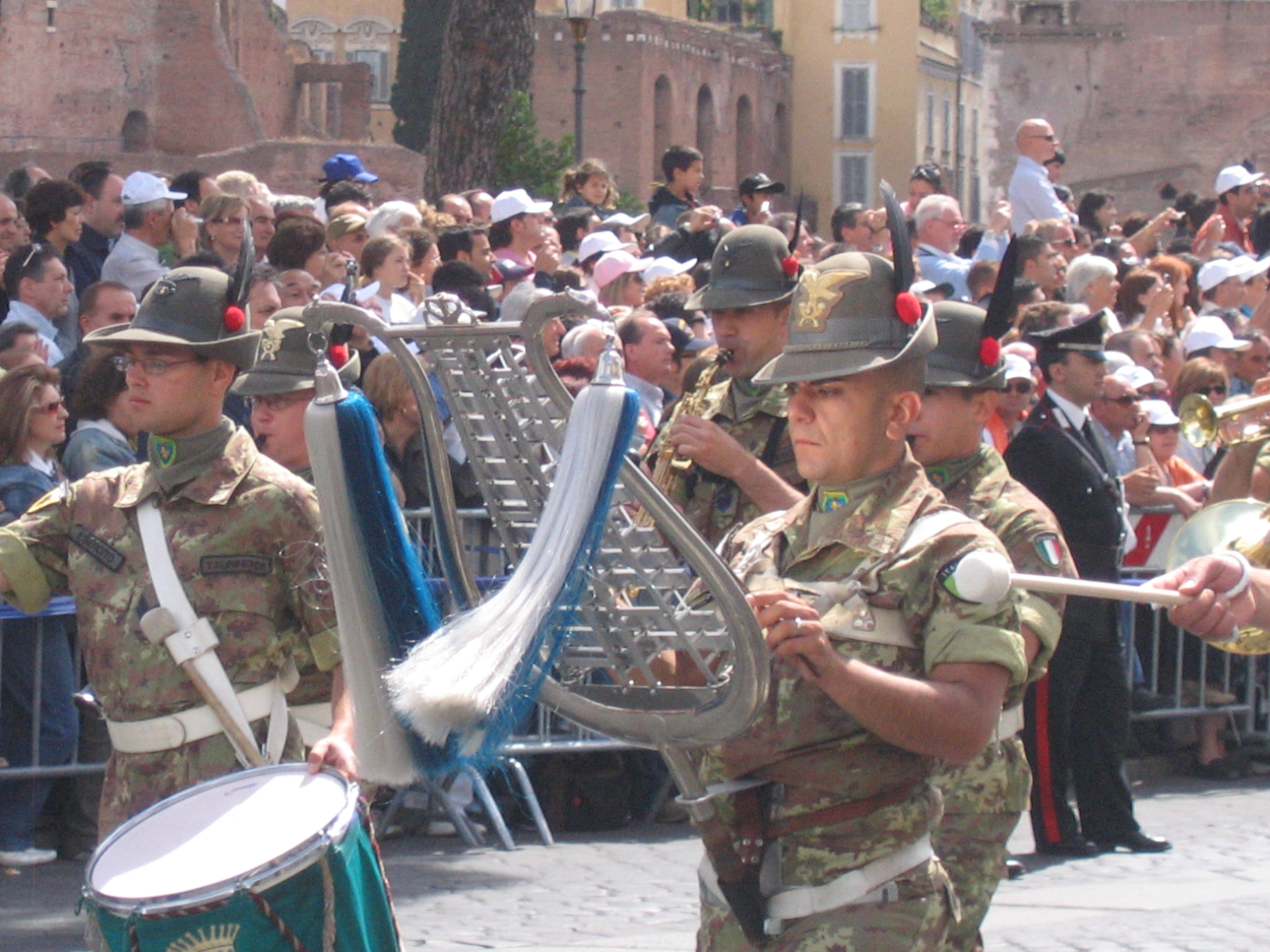
Fanfare de la brigade alpine Taurinense (en) (armée italienne)
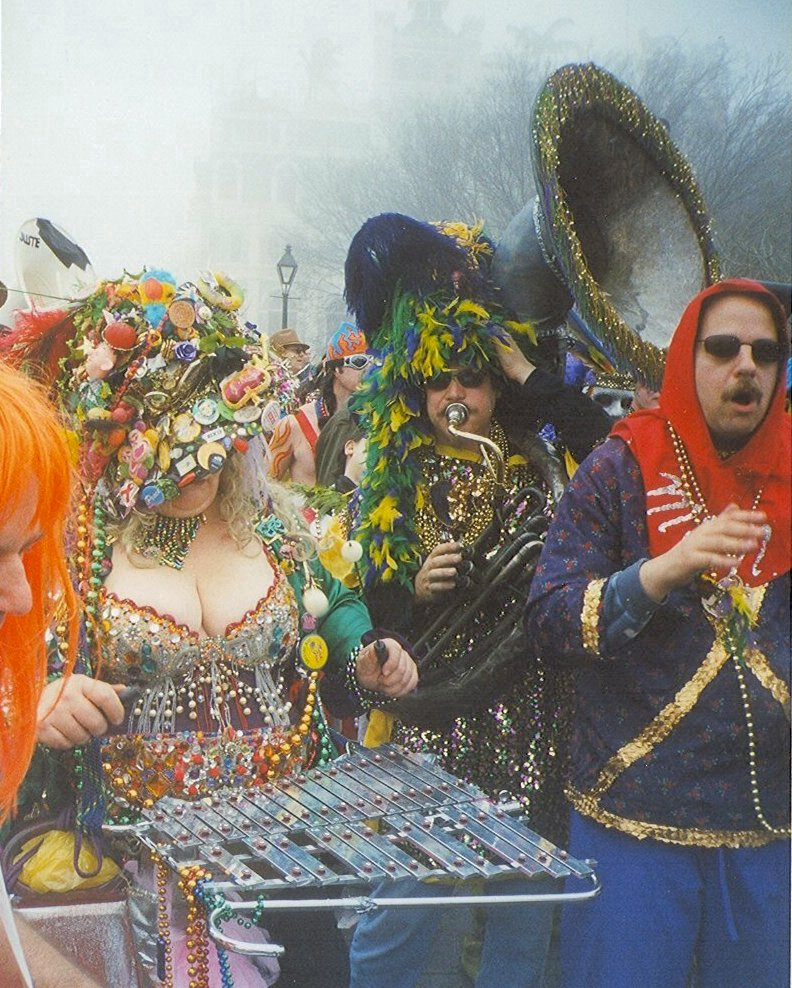
Femme jouant du glockenspiel